# Коновалов, Василий Васильевич
Василий Васильевич Коновалов (1863 или 1864, Санкт-Петербург — 1908, Екатеринбург) — русский художник и преподаватель.

## Биография
Образование получил в Императорской академии художеств в Санкт-Петербурге, в 1880 году был награждён 2-й серебряной медалью академии. В 1883 году окончил академию со званием неклассного (свободного) художника, после чего из Санкт-Петербурга уехал в Саратов, где затем много лет жил и преподавал рисунок в различных учебных заведениях города — Саратовском I-ом Александро-Мариинском реальном училище, женской гимназии, Саратовском Мариинском институте благородных девиц и других. 
Во второй половине 1880-х — первой половине 1890-х годов Коновалов играл едва ли не ключевую роль в художественной жизни Саратова. Когда в 1889 году в Саратове было создано Общество любителей изящных искусств, то возглавил его именно Коновалов. В мастерской Коновалова, которая в дальнейшем переросла в Рисовальную школу, обучались известные в будущем деятели Серебряного века, художники В. Э. Борисов-Мусатов, П. В. Кузнецов, П. С. Уткин, А. Е. Карев, А. И. Савинов. 
Во второй половине 1890-х годов переехал в Екатеринбург, где стал преподавателем Художественно-промышленной школы. 
Скончался в Екатеринбурге в 1908 году.

## Творчество
По своей художественной манере Коновалов был близок к передвижникам. Создавал жанровые сцены, лишённые приукрашивания действительности («Нашли», «В мертвецкой», «Печальные вести»), однако иногда писал и картины менее трагического характера («Гимназистки в соборе»). Интересна картина Коновалова «Хлысты» — редкий в русской живописи пример изображения (не исключено, что и с натуры) хлыстовского «радения». 
Также Коновалов был известен как иллюстратор произведений Гоголя, создавший целый цикл иллюстраций к произведениям «Мёртвые души», «Вечера на хуторе близ Диканьки» и другим. 
Живописные работы Коновалова по большей части хранятся в Саратовском художественном музее имени Радищева и Вольском краеведческом музее в городе Вольске Саратовской области. Кроме того, работы Коновалова представлены в музеях Екатеринбурга (Екатеринбургский музей изобразительных искусств)  и Алма-Аты.